# أبرشية سانت أندرو
 أبرشية سانت أندرو (بالإنجليزية: Saint Andrew Parish, Grenada)‏ هي أكبر أبرشية في غرينادا، البلدة الرئيسية هي جرينفيل، وهي أيضًا ثاني أكبر مدينة في غرينادا بعد سانت جورجز. تُعرف مدينة جرينفيل أيضًا باسم لا بايي (بالفرنسية: La Baye)‏ (اسمها الفرنسي السابق).